# Nagy Teréz
Nagy Teréz; Terus (Budapest, 1887. április 17. – Budapest, 1966. augusztus 9.) színésznő.

## Életútja
Nagy Albert és Karticzek Terézia leánya. Színiakadémiát látogatott, de tanulmányait nem fejezte be, majd 1905-ben Makó Lajos szegedi társulatánál lépett színpadra, ahol 1909-ig játszott. Ezután a Magyar Színház, 1917. január 1-én a Nemzeti Színház szerződtette naiva szerepkörre, ahol 1932-ig működött. Naiva-, majd jellemszerepeket játszott. Halálát agyvérzés okozta. Férje Dr. Mann Kálmán György volt.

## Fontosabb szerepei
- Piroska (Csiky G.: A nagymama)
- Rézi (Tóth E.: A tolonc)
- Lujza (Csatkó K.: Az új rokon)
- Kaja Fosli (Ibsen: Solness építőmester)
- Juhászné (Uri divat)
- A víz (Kék madár)
- Főhercegnő (Sasfiók)
- Katte (Az ezredes)
- Zoé (Vízözön)
- Brionnené (Váljunk el)
- Ursula (Sok hűhó semmiért)

## Filmszerepei
- Sárga liliom (1914) - Judit
- Katonabecsület (1915)
- Siófoki szépségverseny (1917) - Diana
- A fogadalom (1920)
- Süt a nap (1938) - tanítóné
- És a vakok látnak... (1943) - Cseke Balázs anyja